# Magistère (diplôme)
Pour les articles homonymes, voir magistère.
 (octobre 2016).
Si vous disposez d'ouvrages ou d'articles de référence ou si vous connaissez des sites web de qualité traitant du thème abordé ici, merci de compléter l'article en donnant les références utiles à sa vérifiabilité et en les liant à la section « Notes et références ».
Le magistère est un diplôme universitaire français créé en 1985. Il n'en existe qu'un exemplaire dans chaque spécialité en France. Ce diplôme est proposé par de nombreuses institutions en double cursus. Il prend la forme de cours de haut niveau, en complément d'un cursus académique classique. Un magistère est un label d'excellence intégré à la formation universitaire académique sur une période de 3 ans, allant des niveaux Licence 3 à Master 2. Il est destiné aux étudiants en fin de Licence 2 et de Classes préparatoires aux grandes écoles (CPGÉ). L'admission se fait après une sélection sur dossier et applique des critères de sélection rigoureux.

## Histoire et étymologie
Le diplôme universitaire du magistère est évoqué dans un discours du 18 février 1985 du ministre de l'Éducation nationale Jean-Pierre Chevènement, qui demande à son Directeur général des enseignements supérieurs et de la recherche de mettre « en œuvre de[s] filières de trois ans commençant à Bac+2. Elles porteront le nom de “Magistères” ». Le diplôme est institué par une circulaire du 15 mars 1985 portant appel d'offres pour la constitution des magistères. Il vise à « répondre au souhait d'étudiants très motivés, ayant déjà montré leur aptitude à un effort intellectuel constant et désireux de recevoir des enseignements associant acquisitions fondamentales, connaissances scientifiques, applications professionnelles et initiation à la recherche. Les objectifs poursuivis par un tel projet visent à assurer une professionnalisation de haut niveau, une formation par la recherche ainsi qu'une multidisciplinarité équilibrée ». En 2008, le Ministère reconnait que les magistères ont nourri l'offre de formation des masters et qu'ils sont désormais une prérogative des établissements.
Le mot magistère vient du latin magisterium, qui désigne la qualité du magister, « celui qui enseigne, le maître ».

## But de la formation
Le magistère est une formation professionnalisante conjuguant des connaissances fondamentales et une spécialisation, pratiquant une très forte sélection (43 places par an par exemple pour l’entrée au Magistère européen de génétique) et gardant un contact étroit avec le milieu professionnel. Il est accessible aux titulaires du bac+2 (DEUG/L2, classes préparatoires aux grandes écoles) et sa durée est de trois ans, au cours desquels les étudiants acquièrent en même temps les grades universitaires "classiques" : L3, M1, M2. La finalité professionnelle est fortement affirmée, les promotions sont limitées et autorisent l’instauration d’un véritable tutorat, une souplesse pédagogique et une ouverture vers le monde professionnel (stages, interventions d’experts...).
Le magistère est aussi une formation à et par la recherche, pour les magistères à vocation "fondamentale", préparant de façon optimale aux études doctorales.
Les magistères offrent aux étudiants un environnement privilégié et ouvrent à ces futurs jeunes cadres de nombreuses débouchés. Les observations menées depuis leur instauration permettent d’affirmer qu’ils sont pour l’université un facteur important d’innovation et de dynamisme[réf. nécessaire].

## Préparation et cursus
L'entrée en magistère se prépare soit au cours des deux premières années de licence, soit en classes préparatoires aux grandes écoles. L'admission se fait après une sélection sur dossier, concours et entretien en accordant un poids prépondérant à un entretien final destiné à apprécier la motivation des candidats et les traits marquants de leur personnalité.[réf. nécessaire]
Le cursus consiste à suivre les cours de 3e année de licence, puis des deux années de master de la discipline correspondante mais éventuellement remaniés, ainsi que des cours supplémentaires. Quelle que soit la discipline, le magistère offre une pédagogie active (fondée sur la réflexion et la recherche) et des programmes intenses et denses sur trois ans incluant des stages, année de césure ou alternance (selon les disciplines) afin de maintenir une activité académique soutenue des étudiants tout en leur faisant découvrir le monde professionnel dans ce laps de temps. L'obtention de ces diplômes nationaux avec mention est généralement requise mais aussi, selon les disciplines, la possibilité d'un diplôme étranger est envisageable.[réf. nécessaire]
Les promotions ont des effectifs limités, soit un à deux groupes de 35 à 40 étudiants chacun, parfois moins dans certaines formations.

## Liste des magistères et sélection
(6 mars 2019).
| Spécialité                                                                 | Institution                                                          |
| -------------------------------------------------------------------------- | -------------------------------------------------------------------- |
| Économiste statisticien                                                    | TSE et UT1                                                           |
| Mathématiques                                                              | ENS Rennes                                                           |
| Informatique                                                               | ENS Rennes                                                           |
| Mécatronique                                                               | ENS Rennes                                                           |
| Droit et gestion                                                           | ENS Rennes                                                           |
| Sciences du sport et éducation physique                                    | ENS Rennes                                                           |
| Communication interculturelle                                              | INALCO                                                               |
| Communication                                                              | CELSA – Sorbonne Université                                          |
| Magistère d'informatique appliquée d'Ile-de-France                         | Sorbonne Université, en coll. avec l'Université Paris-Cité et l'ENPC |
| Droit des affaires, fiscalité, comptabilité                                | Université d'Aix-Marseille                                           |
| Ingénieur économiste                                                       | Université d'Aix-Marseille                                           |
| Droit, journalisme et communication (DJC)                                  | Université d'Aix-Marseille                                           |
| Droit public des affaires                                                  | Université d'Aix-Marseille                                           |
| Tourisme                                                                   | Université d'Angers                                                  |
| Magistère de droit des affaires (MDA)                                      | Université de Bourgogne                                              |
| Économie et finance internationales (MagEFi)                               | Université de Bordeaux                                               |
| Évaluation des politiques publiques et développement (MagEval)             | Université de Bordeaux                                               |
| Magistère de juriste d’affaires et fiscalité (MJAF)                        | Université de Bordeaux, en partenariat avec HEAD Paris               |
| Économie du développement                                                  | Université de Clermont-Auvergne                                      |
| Mathématiques                                                              | Université de Franche-Comté - Besançon                               |
| Informatique                                                               | Université de Grenoble-Alpes                                         |
| Mathématiques et applications                                              | Université de Grenoble-Alpes                                         |
| Physique                                                                   | Université de Grenoble-Alpes                                         |
| Développement des ressources humaines                                      | Université de Lille                                                  |
| Magistère de juriste d'affaires/DJCE,                                      | Université de Montpellier                                            |
| Magistère de droit public appliqué                                         | Université de Montpellier                                            |
| Génie moléculaire, matériaux, procédés                                     | Université de Lorraine                                               |
| Microbiologie et enzymologie                                               | Université de Lorraine                                               |
| Juriste d'affaires européen                                                | Université de Lorraine                                               |
| Mathématiques                                                              | Université de Lorraine                                               |
| Physique fondamentale (sélection sur dossier de CPGE)                      | Université de Paris-Cité                                             |
| Magistère européen de génétique (43 places/an en L3, sélection européenne) | Université de Paris-Cité                                             |
| Banque, finance et assurance (BFA)                                         | Université de Paris-Dauphine                                         |
| Magistère de sciences de gestion (MSG)                                     | Université de Paris-Dauphine                                         |
| Urbanisme et aménagement du territoire                                     | Université de Paris I Panthéon-Sorbonne                              |
| Magistère de finance de la Sorbonne (MFS)                                  | Université de Paris I Panthéon-Sorbonne                              |
| Économie                                                                   | Université de Paris I Panthéon-Sorbonne, en partenariat avec la PSE  |
| Magistère de droit des activités économiques                               | Université de Paris I Panthéon-Sorbonne                              |
| Magistère de relations internationales et action à l'étranger (MRIAE)      | Université de Paris I Panthéon-Sorbonne                              |
| Magistère de juriste d'affaires (MJA)                                      | Université de Paris II Panthéon-Assas                                |
| Magistère Banque - Finance (MBF)                                           | Université de Paris II Panthéon-Assas                                |
| Mathématiques                                                              | Université de Paris-Saclay                                           |
| Physique fondamentale                                                      | Université de Paris-Saclay                                           |
| Physicochimie moléculaire                                                  | Université de Paris-Saclay, en partenariat avec l'ENS Paris-Saclay   |
| Biologie,                                                                  | Université de Paris-Saclay, en partenariat avec l'ENS Paris-Saclay   |
| Information, systèmes et technologie                                       | Université de Paris-Saclay, en partenariat avec l'ENS Paris-Saclay   |
| Informatique                                                               | Université de Paris-Saclay                                           |
| Mathématiques et informatique                                              | ENS Paris-Saclay                                                     |
| Physique fondamentale                                                      | ENS Paris-Saclay                                                     |
| Physicochimie moléculaire (en partenariat avec l'université Paris-Sud 11)  | ENS Paris-Saclay                                                     |
| Informations, systèmes et technologie                                      | ENS Paris-Saclay                                                     |
| Droit et gestion                                                           | ENS Paris-Saclay                                                     |
| Droit des techniques de l'information et de la communication (TIC)         | Université de Poitiers                                               |
| Ingénierie de la santé (GPhy, GCell, etc.)                                 | Université de Poitiers                                               |
| Mathématiques                                                              | Université de Rennes I                                               |
| Mécatronique                                                               | Université de Rennes I, en partenariat avec l'ENS Rennes             |
| Matériaux                                                                  | Université de Rennes I                                               |
| Magistère de Juriste d'affaires franco-britannique (JAFB)                  | Université de Rennes I                                               |
| Informatique et télécommunications                                         | Université de Rennes I                                               |
| Statistique et modélisation économique                                     | Université de Rennes I & Université de Rennes-II                     |
| Économie                                                                   | Université de Strasbourg                                             |
| Chimie et biologie                                                         | Université de Strasbourg                                             |
| Mathématiques                                                              | Université de Strasbourg                                             |
| Juristes d'affaires franco-allemands                                       | Université de Strasbourg                                             |
| Physique fondamentale                                                      | Université de Strasbourg                                             |

## Association générale des responsables de magistères
Depuis 1988, l'association AGREMA (Association générale des responsables de magistères, sous statut de la loi de 1901) regroupe la majeure partie des responsables de magistère et a pour vocation la défense et promotion des magistères.